# 포트리스 (1992년 영화)
포트리스(Fortress)는 미국에서 제작된 스튜어트 고든 감독의 1992년 액션, SF 영화이다. 크리스토퍼 램버트 등이 주연으로 출연하였고 존 데이비스 등이 제작에 참여하였다.

## 출연

### 주연
- 크리스토퍼 램버트

### 조연
- 커트우드 스미스
- 로린 로클린
- 링콘 킬패트릭
- 제프리 콤스

## 제작진
- 공동제작: 마이클 레이크
- 공동제작: 닐 노드링거
- 라인프로듀서: 아이린 돕슨
- 협력프로듀서: 스티븐 파인버그
- 협력프로듀서: 트로이 네이버스
- 미술: 데이비드 코핑
- 의상: 테리 라이언
- 배역: 앨리슨 코윗
- 배역: 마이크 펜튼